# Záhornice
Záhornice település Csehországban, a Nymburki járásban. Záhornice Kněžice, Sloveč, Městec Králové, Činěves, Dymokury és Chotěšice településekkel határos. Lakosainak száma 413 fő (2024. január 1.).

## Népesség
A település lakosságának változását az alábbi diagram mutatja:
| Lakosok száma | 910  | 926  | 955  | 508  | 399  | 421  | 411  | 421  | 397  | 413  |
|               | 1869 | 1900 | 1921 | 1961 | 1980 | 2011 | 2016 | 2019 | 2021 | 2024 |